# Manchester and Lawrence Railroad
Die Manchester and Lawrence Railroad (M&L) ist eine ehemalige Eisenbahngesellschaft in New Hampshire und Massachusetts (Vereinigte Staaten). 

## Geschichte
Die Gesellschaft wurde am 30. Juni 1847 gegründet und beabsichtigte, die beiden Städte Lawrence (Massachusetts) und Manchester (New Hampshire) mit einer Eisenbahnlinie zu verbinden. Ende 1849 konnte die 44 Kilometer lange Bahnstrecke Manchester–Lawrence eröffnet werden. Den in Massachusetts liegenden Abschnitt hatte die Boston and Maine Railroad gebaut. Mit Betriebseröffnung pachtete die M&L diesen Streckenteil.
Die Concord Railroad, die am anderen Ende der Strecke, in Manchester, anschloss, pachtete ihrerseits die Manchester&Lawrence vom 1. November 1850 bis 1. November 1853 und erneut vom 1. Dezember 1856 bis zum 1. August 1867. Aber auch nach Ende des Pachtverhältnisses führte die Concord Railroad den Betrieb auf der M&L. Anfang der 1860er Jahre bauten beide Gesellschaften gemeinsam die Hooksett Branch Railroad zwischen Hooksett und Suncook. 1889 gründete die M&L gemeinsam mit der Concord and Montreal Railroad, dem Rechtsnachfolger der Concord Railroad, die Suncook Valley Extension Railroad, die die Suncook Valley Railroad um einige Kilometer weiter ins Suncook Valley hinein verlängerte. 
Am 1. Juni 1887 leaste die Boston&Maine die Manchester and Lawrence Railroad für 50 Jahre und übernahm gleichzeitig die Betriebsführung. Am 1. Dezember 1919 erfolgte die endgültige Fusion der Manchester&Lawrence mit der Boston and Maine Railroad, die rückwirkend zum 1. Januar des Jahres wirksam wurde. Heute besteht von der Stammstrecke der M&L nur noch das Endstück von Lawrence bis Salem, das durch die Pan Am Railways benutzt wird.